# Notonyx rayneri
Notonyx rayneri is een krabbensoort uit de familie van de Goneplacidae. De wetenschappelijke naam van de soort is voor het eerst geldig gepubliceerd in 2010 door Ng & Clark.